# Toumani Diagouraga
Toumani Diagouraga est un footballeur français né le 10 juin 1987 à Paris. Il évolue au poste de milieu de terrain.

## Biographie
Le 25 janvier 2016, il rejoint Leeds United .
Le 23 janvier 2017, il est prêté à Ipswich Town.
Le 7 janvier 2018, il rejoint Fleetwood Town.
Le 18 juillet 2018, il rejoint Swindon Town.
Le 2 janvier 2020, il rejoint Morecambe.

## Palmarès
- Finaliste du Football League Trophy en 2011 avec Brentford